# Kancelli
Kancelli (latin cancelli gitter, skranke, regeringskontor) (Fremmedordbogen) er en generel betegnelse for middelalderligt skrivekontor med ansvar for produktion af officielle dokumenter. Titlen kansler tilfalder den person, der leder kontoret og blev ofte besat af vigtige ministre i flere lande og er stadig titlen på regeringsoverhovedet i det moderne Tyskland, Østrig og Schweiz.

## Kancelliets historie i Danmark
Kancelliernes oprindelse fortaber sig i middelalderen. Frem til enevældens indførelse i 1660 udgjorde Kancelliet den administrative enhed, der forestod ekspeditionen af alle kongelige ordrer og breve. Der fandtes tillige et rentekammer, men Rentekammerets sager måtte også gennem Kancelliet. I det 16. århundrede oprettedes et særskilt tysk kancelli, der skulle stå for korrespondance på tysk og på latin, og som derfor fik dels med hertugdømmerne, dels med udenrigske anliggender at gøre.
Fra 1513 begyndte man at føre kopibøger (registre eller registranter) over al udgået korrespondance, i begyndelsen dog kun over de såkaldte "åbne breve", der indeholdt forordninger, bevillinger, bestallinger og lignende af interesse for almenheden. Sådanne åbne breve begyndte med sætningen "Vi etc. gøre alle vitterligt". De "lukkede breve" (eller missiver) beregnede for enkeltpersoner og med befalinger til embedsmænd, instrukser, stævninger og lignende begyndte derimod med sætningen "Vor Gunst tilforn" blev derimod først indført i kopi i de såkaldte tegnelser fra 1535.
Indtil 1571 førtes kun en række "registre" og en række "tegnelser", idet man dog opdelte efter landskabelige forhold i:
1. sjællandske
2. skånske (herunder hallandske og blekingske)
3. fynske og smålandske (herunder lolland-falsterske)
4. jyske
5. norske (herunder islandske, færøske og grønlandske)

registre.
Fra 1572 begyndte man at samle registrene i protokolrækker og at inddele tegnelser efter samme retningsmåde. Fra denne tid fandtes altså 5 rækker med registre og 5 rækker med tegnelser. Breve for hele riget indførtes i sjællandske registre og tegnelser.(disse er udgivet af Rigsarkivet i serien "Kancelliets Brevbøger").
Indtil 1660 modtog og opbevarede Kancelliet desuden blandt andet mønstringsruller og rostjenestetakseringer, mønstringsruller over borgerskabet i købstæderne, jordebøger indsendte af lensmændene, sognepræsters designationer på gårde, bol og tjenesteydere i deres sognekald fra henholdsvis 1651 og 1657-58, mandtal over Københavns og Christianshavns indbyggere 1659-60. Det var således et ret bredt udvalg af oplysninger, der tilflød Kancelliet.
Efter statsforandringen 1660 omlagdes centralforvaltningen, idet man gik over til et kollegiestyre: man adskilte nu Danske Kancelli og Tyske Kancelli helt fra hinanden, gjorde Rentekammeret (1660-1679 kaldet Skatkammerkollegiet) selvstændigt og oprettede ydermere Krigskollegiet og Admiralitetskollegiet til overtagelse af henholdsvis hærens og flådens anliggender, desuden Statskollegiet til behandling af sager af almindelig betydning; dette blev nedlagt igen i 1676.

### Danske Kancelli
Danske Kancelli var frem til Grundlovens forberedelse i 1848 det eneste regeringskontor for kongeriget og ekspederede alle statssager. Under Danske Kancelli var en særlig afdeling Rentekammeret, som stod for statens finanser. Sager vedrørende Hertugdømmerne ekspederedes af det Slesvig-Holstenske Kancelli eller Tyske Kancelli. Kancelliet blev ledet af en kansler og var fra middelalderen det kontor, hvorfra fyrstens breve og forordninger udgik, og hvor de indkomne skrivelser besvaredes.
Gennem tiden blev en række nye institutioner udskilt fra kancelliet:
- Missionskollegiet og direktionen for Vajsenhuset i 1714,
- General-Kirkeinspektionskollegiet i 1737,
- Direktionen for Universitetet og de lærde Skoler i 1805.
I forbindelse med administrationsreformen i 1848 blev Danske Kancelli ophævet ved kongelig resolution af 24. marts 1848
og opdelt i statsministeriet, indenrigsministeriet, justitsministeriet og ecclesiastikministeriet. Rentekammerets funktioner overgik til finansministeriet. Danmarks Riges Grundlov blev underskrevet i sin oprindelige form 5. juni 1849 af Frederik VII. Denne dato markerede dermed Danmarks overgang fra enevælde til konstitutionelt monarki.

### Tyske Kancelli
Tyske Kancelli oprettedes i 1523 og benævntes således, fordi dets forvaltningssprog var tysk. Det var på den ene side den centrale udenrigspolitiske myndighed, på den anden side tillige den øverste forvaltningsinstans for de dele af riget, der ikke hørte under kronen, nemlig hertugdømmerne. Om sidstnævnte del af kancelliet bruges traditionelt betegnelsen Tyske Kancellis Indenrigske Afdeling. De udenrigspolitiske sager udskiltes i 1770 i et særligt departement.
I forbindelse med opløsningen af Det tyske Rige i 1806 skiftede kancelliet navn til Slesvig-Holstenske Kancelli, efter Lauenborgs indlemmelse i det danske monarki i 1816 til Slesvig-Holsten-Lauenborgske Kancelli (ved traktat mellem Prøjsen, Sverige og Danmark af 4. juni 1815). Ved systemskiftet 1849 blev Kancelliet ophævet; dets indenrigspolitiske afdelings opgaver blev derefter fra 1851/52 varetaget af ministerierne for Slesvig hhv. Holsten og Lauenborg. Kancelliets opgaver omfattede alle sager vedrørende hertugdømmernes indre og ydre anliggender. Arkivet er dermed et af de vigtigste arkiver i landsarkivet.

## Diplomati
Inden for diplomatiet betegner Kancelli en ambassades eller et konsulats kontorlokaler, medens residensen er ambassadørens tjenestebolig.